# Rosa Albina Garavito
Rosa Albina Garavito Elías (Santa Cruz, Sonora; 7 de marzo de 1947) es una economista y ex senadora mexicana.
Es licenciada en economía de la Universidad Autónoma de Nuevo León y maestra en sociología de la Facultad Latinoamericana de Ciencias Sociales.
Se desempeñó como consejera nacional emérita del Partido de la Revolución Democrática (PRD), fue diputada federal y senadora de la LVI legislatura por este mismo instituto político. Fiel a sus principios de izquierda, renunció a este organización política en el 2008 tras la debacle ideológica del Partido.
Se desempeña como profesora investigadora del Departamento de Economía de la Universidad Autónoma Metropolitana Azcapotzalco. 
En 2002, recibió el Premio Nacional de Periodismo.

## Libros
- Garavito Elías, Rosa Albina (2002). Los espejos del cambio 2000-2002. UAM Azcapotzalco.
- Garavito Elías, Rosa Albina (2004). Salarios y empleo en el pacto social del siglo XXI, en La reforma laboral que necesitamos. Cómo transitar a una auténtica modernización laboral. UNAM-STUNAM-UNT y otros.
- Garavito Elías, Rosa Albina (2010). Apuntes para el Camino. Memorias sobre el PRD. DCSH-Eón Sociales, UAM-A.
- Índices de modernidad y de bienestar de la fuerza de trabajo por áreas urbanas en México, 1993, 2002, y 2004” en coautoría con Juan Olguín Monroy. Análisis Económico Núm. 66, Tercer Cuatrimestre de 2012, DCSH, UAM-A